# (22404) 1995 ME4
(22404) 1995 ME4 è un asteroide troiano di Giove del campo greco. Scoperto nel 1995, presenta un'orbita caratterizzata da un semiasse maggiore pari a 5,254579 UA e da un'eccentricità di 0,119353, inclinata di 9,301539° rispetto all'eclittica.